# واجهة برمجة تطبيقات ويندوز

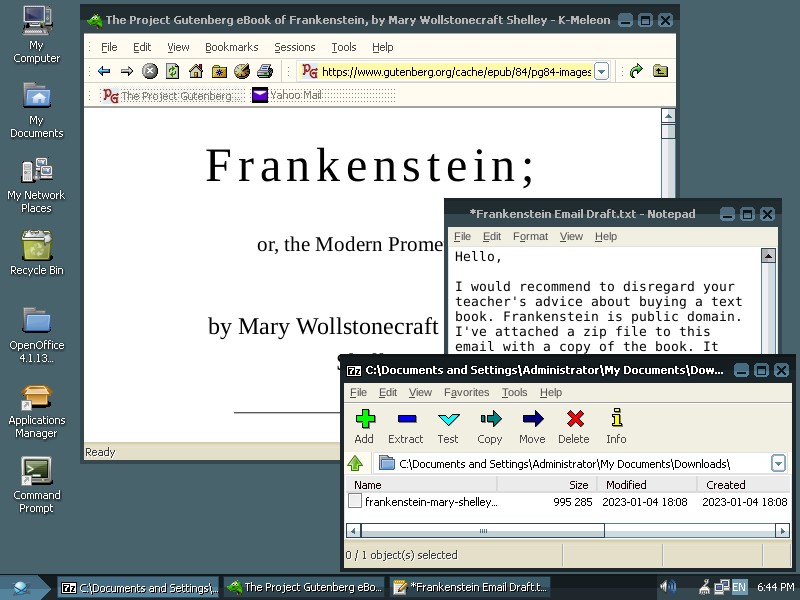
العديد من تطبيقات Windows مفتوحة المصدر تعمل على ReactOS (GPL)، وهو تطبيق مفتوح المصدر لنظام Windows. التطبيقات هي الإصدار 74.g (GPL) من K-Meleon، ومحرر النصوص ReactOS (GPL)، و7-Zip (LGPL). يأتي النص من Frankenstein لماري شيلي (المجال العام) وقد قمت بتأليف مسودة البريد الإلكتروني المحجوبة جزئيًا ليتم إصدارها في صورة مغطاة بـ GPL.

واجهة برمجة تطبيقات ويندوز (بالإنجليزية: Windows API)‏ هي واجهة برمجة تطبيقات صنعت بواسطة مايكروسوفت وتتوفر في أنظمة تشغيل ويندوز
تستخدم بِلُغَة برمجة C++، يمكن إستخدامها في C# و Visual Basic،
تكون متوفرة في عدد من المكاتب وأهمها:
```
user32.dll  gdi32.dll  kernal32.dll   
```

تستخدم واجهة برمجة تطبيقات ويندوز في واجهة المستخدم الرسومية.